# UCI World Tour 2016
L'UCI World Tour 2016 fou la sisena edició de l'UCI World Tour. Inclogué 28 proves, les mateixes que en l'edició del 2015, després de la desaparició del Tour de Pequín. L'eslovac Peter Sagan (Team Tinkoff) s'imposà a la classificació individual, tot superant el colombià Nairo Quintana (Movistar Team) i el britànic Chris Froome (Team Sky). El Movistar es proclamà campió per equips per quarta edició consecutiva.

## Evolució del calendari
Si bé les curses programades foren les mateixes que en la darrera edició, hi hagué nombrosos canvis en les dates en què es disputaren. En aquest sentit, a conseqüència dels Jocs Olímpics de Rio, la Volta a Polònia passà a disputar-se al juliol, coincidint amb el Tour de França, en comptes de celebrar-se a l'agost. Així mateix, l'Eneco Tour fou endarrerit de l'agost al setembre. Finalment, la Volta a Llombardia no tancà la temporada, sinó que ho feu la contrarellotge per equips del Campionat del món de ciclisme que es disputà a Qatar.

## Equips
Els 18 equips que tenen llicència World Tour tenien el dret i l'obligació de participar en totes les curses del calendari.
| Codi UCI | Equip                 |
| -------- | --------------------- |
| ALM      | AG2R La Mondiale      |
| AST      | Astana Qazaqstan Team |
| BMC      | BMC Racing Team       |
| CPT      | Cannondale-Drapac     |
| DDD      | Dimension Data        |
| EQS      | Etixx-Quick Step      |
| FDJ      | FDJ                   |
| IAM      | IAM Cycling           |
| LAM      | Lampre-Merida         |

| Codi UCI | Equip              |
| -------- | ------------------ |
| LTS      | Lotto Soudal       |
| MOV      | Movistar Team      |
| OGE      | Orica-BikeExchange |
| TGA      | Team Giant-Alpecin |
| TLJ      | Team LottoNL-Jumbo |
| KAT      | Team Katusha       |
| SKY      | Team Sky           |
| TNK      | Team Tinkoff       |
| TFS      | Trek-Segafredo     |

## Calendari i resultats
|    | Data                      | Nom de la cursa             | País                    | Vencedor                        | Classificació individual | Classificació per equips | Classificació per país |
| -- | ------------------------- | --------------------------- | ----------------------- | ------------------------------- | ------------------------ | ------------------------ | ---------------------- |
| 1  | 19-24 de gener            | Tour Down Under             | Austràlia               | Simon Gerrans (AUS)             | Simon Gerrans (AUS)      | Orica-GreenEDGE (AUS)    | Austràlia              |
| 2  | 6-13 de març              | París-Niça                  | França                  | Geraint Thomas (GBR)            | Richie Porte (AUS)       | Team Sky (GBR)           | Austràlia              |
| 3  | 9-15 de març              | Tirrena-Adriàtica           | Itàlia                  | Greg Van Avermaet (BEL)         | Richie Porte (AUS)       | BMC Racing (USA)         | Austràlia              |
| 4  | 19 de març                | Milà-Sanremo                | Itàlia                  | Arnaud Démare (FRA)             | Richie Porte (AUS)       | Team Sky (GBR)           | Austràlia              |
| 5  | 25 de març                | E3 Harelbeke                | Bèlgica                 | Michal Kwiatkowski (POL)        | Richie Porte (AUS)       | Team Sky (GBR)           | Austràlia              |
| 6  | 21-27 de març             | Volta a Catalunya           | Catalunya               | Nairo Quintana (COL)            | Richie Porte (AUS)       | Team Sky (GBR)           | Austràlia              |
| 7  | 27 de març                | Gant-Wevelgem               | Bèlgica                 | Peter Sagan (SVK)               | Peter Sagan (SVK)        | Team Tinkoff (RUS)       | Austràlia              |
| 8  | 3 d'abril                 | Tour de Flandes             | Bèlgica                 | Peter Sagan (SVK)               | Peter Sagan (SVK)        | Team Tinkoff (RUS)       | Austràlia              |
| 9  | 4-9 d'abril               | Volta al País Basc          | País Basc               | Alberto Contador (ESP)          | Peter Sagan (SVK)        | Team Tinkoff (RUS)       | Espanya                |
| 10 | 10 d'abril                | París-Roubaix               | França                  | Mathew Hayman (AUS)             | Peter Sagan (SVK)        | Team Tinkoff (RUS)       | Austràlia              |
| 11 | 17 d'abril                | Amstel Gold Race            | Països Baixos           | Enrico Gasparotto (ITA)         | Peter Sagan (SVK)        | Team Tinkoff (RUS)       | Austràlia              |
| 12 | 20 d'abril                | Fletxa Valona               | Bèlgica                 | Alejandro Valverde (ESP)        | Peter Sagan (SVK)        | Team Tinkoff (RUS)       | Austràlia              |
| 13 | 24 d'abril                | Lieja-Bastogne-Lieja        | Bèlgica                 | Wout Poels (NED)                | Peter Sagan (SVK)        | Team Tinkoff (RUS)       | Espanya                |
| 14 | 26 d'abril-1 de maig      | Tour de Romandia            | Suïssa                  | Nairo Quintana (COL)            | Peter Sagan (SVK)        | Team Tinkoff (RUS)       | Espanya                |
| 15 | 6-29 de maig              | Giro d'Itàlia               | Itàlia                  | Vincenzo Nibali (ITA)           | Peter Sagan (SVK)        | Team Tinkoff (RUS)       | Espanya                |
| 16 | 5-12 de juny              | Critèrium del Dauphiné      | França                  | Christopher Froome (GBR)        | Alberto Contador (ESP)   | Team Tinkoff (RUS)       | Espanya                |
| 17 | 11-19 de juny             | Volta a Suïssa              | Suïssa                  | Miguel Ángel López Moreno (COL) | Peter Sagan (SVK)        | Team Tinkoff (RUS)       | Espanya                |
| 18 | 12-18 de juliol           | Volta a Polònia             | Polònia                 | Tim Wellens (BEL)               | Peter Sagan (SVK)        | Team Tinkoff (RUS)       | Espanya                |
| 19 | 2-24 de juliol            | Tour de França              | França                  | Christopher Froome (GBR)        | Peter Sagan (SVK)        | Movistar Team (ESP)      | Espanya                |
| 20 | 30 de juliol              | Clàssica de Sant Sebastià   | País Basc               | Bauke Mollema (NED)             | Peter Sagan (SVK)        | Movistar Team (ESP)      | Espanya                |
| 22 | 21 d'agost                | EuroEyes Cyclassics         | Alemanya                | Caleb Ewan (AUS)                | Peter Sagan (SVK)        | Movistar Team (ESP)      | Espanya                |
| 23 | 28 d'agost                | Bretagne Classic            | França                  | Oliver Naesen (BEL)             | Peter Sagan (SVK)        | Movistar Team (ESP)      | Espanya                |
| 24 | 9 de setembre             | G. P. Ciclista de Quebec    | Canadà                  | Peter Sagan (SVK)               | Peter Sagan (SVK)        | Movistar Team (ESP)      | Espanya                |
| 21 | 20 d'agost-11 de setembre | Volta a Espanya             | Espanya                 | Nairo Quintana (COL)            | Nairo Quintana (COL)     | Movistar Team (ESP)      | Espanya                |
| 25 | 11 d'agost                | G. P. Ciclista de Mont-real | Canadà                  | Greg Van Avermaet (BEL)         | Nairo Quintana (COL)     | Movistar Team (ESP)      | Espanya                |
| 26 | 19-25 de setembre         | Eneco Tour                  | Països Baixos · Bèlgica | Niki Terpstra (NED)             | Peter Sagan (SVK)        | Movistar Team (ESP)      | Espanya                |
| 27 | 1 d'octubre               | Volta a Llombardia          | Itàlia                  | Esteban Chaves (COL)            | Peter Sagan (SVK)        | Movistar Team (ESP)      | Espanya                |

## Classificacions

### Classificació individual
Ciclistes amb el mateix nombre de punts es classifiquen per nombre de victòries, i si persisteix l'empat pel nombre de segons llocs, tercers llocs, i així successivament, en les curses World Tour i les etapes.
| Pos. | Nom                      | Equip                 | Punts |
| ---- | ------------------------ | --------------------- | ----- |
| 1    | Peter Sagan (SVK)        | Team Tinkoff          | 669   |
| 2    | Nairo Quintana (COL)     | Movistar Team         | 609   |
| 3    | Chris Froome (GBR)       | Team Sky              | 564   |
| 4    | Alejandro Valverde (ESP) | Movistar Team         | 436   |
| 5    | Alberto Contador (ESP)   | Team Tinkoff          | 428   |
| 6    | Greg Van Avermaet (BEL)  | BMC Racing Team       | 420   |
| 7    | Richie Porte (AUS)       | BMC Racing Team       | 394   |
| 8    | Romain Bardet (FRA)      | AG2R La Mondiale      | 374   |
| 9    | Esteban Chaves (COL)     | Orica-BikeExchange    | 351   |
| 10   | Daniel Martin (IRL)      | Etixx-Quick Step      | 280   |
| 11   | Ion Izagirre (ESP)       | Movistar Team         | 270   |
| 12   | Vincenzo Nibali (ITA)    | Astana Qazaqstan Team | 241   |
| 13   | Ilnur Zakarin (RUS)      | Team Katusha          | 239   |
| 14   | Sergio Henao (COL)       | Team Sky              | 234   |
| 15   | Alexander Kristoff (NOR) | Team Katusha          | 229   |
| 16   | Joaquim Rodríguez (ESP)  | Team Katusha          | 211   |
| 17   | Thibaut Pinot (FRA)      | FDJ                   | 206   |
| 18   | Sep Vanmarcke (BEL)      | Team LottoNL-Jumbo    | 201   |
| 19   | Rui Costa (POR)          | Lampre-Merida         | 194   |
| 20   | Alberto Bettiol (ITA)    | Cannondale            | 185   |
| 21   | Michael Matthews (AUS)   | Orica-BikeExchange    | 184   |
| 22   | Fabian Cancellara (SUI)  | Trek Factory Racing   | 176   |
| 23   | Oliver Naesen (BEL)      | IAM Cycling           | 162   |
| 24   | Bauke Mollema (NED)      | Trek Factory Racing   | 160   |
| 25   | Arnaud Démare (FRA)      | FDJ                   | 154   |

- 235 ciclistes aconseguiren puntuar. 34 altres ciclistes finalitzaren competicions en posicions de punts; però no es comptabilitzaren perquè no formaven part d'equips amb categoria World Tour.

### Classificació per equips
La classificació per equips es calcula per la suma de la posició dels cinc millors ciclistes de cada equip.
| Pos. | Equip                 | Punts | Millors 5 ciclistes                                                                 |
| ---- | --------------------- | ----- | ----------------------------------------------------------------------------------- |
| 1    | Movistar Team         | 1471  | N. Quintana (609), Valverde (436), I. Izagirre (270), Fernández (88), Amador (68)   |
| 2    | Team Tinkoff          | 1361  | P. Sagan (669), Contador (428), Majka (110), Kreuziger (86), McCarthy (68)          |
| 3    | Team Sky              | 1187  | Froome (564), Ser. Henao (234), Poels (148), Thomas (121), Stannard (120)           |
| 4    | BMC Racing Team       | 1128  | Van Avermaet (420), Porte (394), S. Sánchez (130), van Garderen (104), Atapuma (80) |
| 5    | Orica-BikeExchange    | 909   | Chaves (351), Matthews (184), A. Yates (144), Gerrans (119), Ewan (111)             |
| 6    | Team Katusha          | 789   | Zakarin (239), Kristoff (229), Rodríguez (211), Špilak (60), Kuznetsov (50)         |
| 7    | Etixx-Quick Step      | 775   | D. Martin (280), Jungels (153), Alaphilippe (146), Terpstra (108), Štybar (88)      |
| 8    | Cannondale            | 616   | Bettiol (185), Urán (137), Talansky (132), Formolo (108), Villella (54)             |
| 9    | Trek Factory Racing   | 565   | Cancellara (176), Mollema (160), Felline (108), Nizzolo (90), Stuyven (31)          |
| 10   | Astana Qazaqstan Team | 539   | Nibali (241), Rosa (110), M. López (109), Scarponi (43), Aru (36)                   |
| 11   | FDJ                   | 516   | Pinot (206), Démare (154), Reichenbach (84), Roux (56), Geniez (16)                 |
| 12   | Team LottoNL-Jumbo    | 506   | Vanmarcke (201), Kruijswijk (118), Kelderman (74), Gesink (59), van Emden (54)      |
| 13   | AG2R La Mondiale      | 482   | Bardet (374), Pozzovivo (32), Dupont (32), Latour (22), Péraud (22)                 |
| 14   | Lotto Soudal          | 463   | Wellens (130), Greipel (92), Roelandts (90), Gallopin (85), Benoot (66)             |
| 15   | Lampre-Merida         | 442   | R. Costa (194), Ulissi (129), Meintjes (85), Modolo (18), Conti (16)                |
| 16   | Team Giant-Alpecin    | 435   | T. Dumoulin (149), Barguil (144), Degenkolb (98), Arndt (38), T. Ludvigsson (6)     |
| 17   | IAM Cycling           | 418   | Naesen (162), Pantano (115), Haussler (72), Frank (39), Warbasse (30)               |
| 18   | Dimension Data        | 290   | Cavendish (80), Boasson Hagen (79), Haas (53), Sivtsov (40), Cummings (38)          |

### Classificació per país
La suma dels punts dels 5 primers ciclistes de cada país de la classificació individual dona lloc a la classificació per país. Aquesta classificació és la que determina, en finalitzar la Clàssica de Sant Sebastià, el nombre de ciclistes que poden participar en la cursa en ruta dels Mundials de Ciclisme.
| Pos. | País          | Punts | Millors cinc ciclistes                                                                  |
| ---- | ------------- | ----- | --------------------------------------------------------------------------------------- |
| 1    | Espanya       | 1475  | Valverde (436), Contador (428), I. Izagirre (270), Rodríguez (211), S. Sánchez (130)    |
| 2    | Colòmbia      | 1446  | N. Quintana (609), Chaves (351), Ser. Henao (234), Urán (137), Pantano (115)            |
| 3    | Regne Unit    | 1050  | Froome (564), A. Yates (144), Thomas (121), Stannard (120), S. Yates (101)              |
| 4    | França        | 1024  | Bardet (374), Pinot (206), Démare (154), Alaphilippe (146), Barguil (144)               |
| 5    | Bèlgica       | 1003  | Van Avermaet (420), Vanmarcke (201), Naesen (162), Wellens (130), Roelandts (90)        |
| 6    | Austràlia     | 908   | Porte (394), Matthews (184), Gerrans (119), Ewan (111), Hayman (100)                    |
| 7    | Itàlia        | 773   | Nibali (241), Bettiol (185), Ulissi (129), Rosa (110), Felline (108)                    |
| 8    | Països Baixos | 683   | Mollema (160), T. Dumoulin (149), Poels (148), Kruijswijk (118), Terpstra (108)         |
| 9    | Eslovàquia    | 669   | P. Sagan (669)                                                                          |
| 10   | Suïssa        | 416   | Cancellara (176), Albasini (106), Reichenbach (84), Frank (39), Morabito (11)           |
| 11   | Noruega       | 343   | Kristoff (229), Boasson Hagen (79), Holst Enger (16), Hoelgaard (14), Stake Laengen (5) |
| 12   | Alemanya      | 339   | Degenkolb (98), Greipel (92), Kittel (81), Arndt (38), Sieberg (30)                     |
| 13   | Rússia        | 336   | Zakarin (239), Kuznetsov (50), Lagutin (20), Silin (18), Tsatévitx (9)                  |
| 14   | Irlanda       | 286   | D. Martin (280), Roche (6)                                                              |
| 15   | Estats Units  | 280   | Talansky (132), van Garderen (104), Warbasse (30), Craddock (10), Dombrowski (4)        |

1. ↑  Després de donar positiu per terbutalina durant la París–Niça, Yates va ser desqualificat de la seva setena posició final,'"`UNIQ--ref-00000000-QINU`"' i va perdre el 30 punts obtinguts.

- Ciclistes de 35 països han puntuat.